# Francesc Pelegrí Garriga
Francesc Pelegrí Garriga (Mollerussa, Pla d'Urgell, 1913 - París, França, 1952) fou un ferroviari, sindicalista i polític a Lleida del grup opositor La Señal, es va donar de baixa de l'UGT (1930) per ingressar a CNT, de la qual seria expulsat més endavant (1932). Va militar al Partit Comunista Català i després al BOC i al POUM. Amb tot just 23 anys va ser fiscal del primer tribunal popular de Lleida (agost-octubre de 1936). Ratificat en el càrrec pel Conseller de Justícia Andreu Nin (POUM), quan es constitueix el nou tribunal popular (novembre de 1936), seria cessat pel conseller Rafael Vidiella (PSUC) a principis de gener de 1937. Va representar en el si del tribunal el sector més sever en l'actuació, però també el més formalista, fins i tot en les maneres personals de fer. Va pertànyer al Comitè Militar del POUM. Exiliat a França, sembla que va ser detingut pels nazis, dels quals va aconseguir escapar. Va obtenir el títol d'enginyer i va treballar a la Renault.